# Xã Fork, Michigan
Xã Fork (tiếng Anh: Fork Township) là một xã thuộc quận Mecosta, tiểu bang Michigan, Hoa Kỳ. Năm 2010, dân số của xã này là 1.604 người.